# Massimo Troiano
Massimo Troiano (Napoli, XVI secolo – Baviera, 1570) è stato un poeta italiano.
Drammaturgo di corte in Baviera, nel 1568, anno del suo arrivo in Germania, scrisse le parole de La cortigiana innamorata di Orlando di Lasso.